# Let 3
Let 3 — хорватская рок-группа из города Риека, Хорватия, созданная в 1987 году и играющая современный рок. Фронтменами являются Дамир «Mrle» Мартинович (родился 15 июля 1961 года) и Зоран «Prlja» Проданович (родился 18 декабря 1964 года). Особенно популярная в бывшей Югославии, группа известна своим оригинальным подходом к рок-музыке и непристойными живыми выступлениями. Их песни часто содержат провокационные и вульгарные тексты. Они представили Хорватию на конкурсе песни Евровидение 2023 с песней «Mama ŠČ!» («Мама, Щ!»), заняв 13 место.

## История

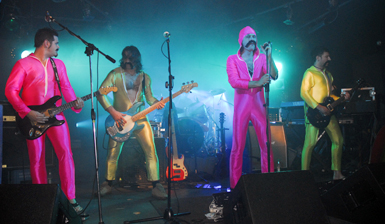
Let 3 в 2007 году

Группа Let 3 была образована в Риеке в конце 1980-х годов. Вскоре группа приобрела репутацию благодаря своим беспрецедентным, противоречивым, а иногда и непристойным выступлениям, иллюстрирующим эклектичный характер музыкальной сцены Риеки. Участники группы высказывались в поддержку либеральных идей, таких как права женщин и ЛГБТ, и занимали активную позицию против консервативной политики и католической церкви.
В 1997 году группа выпустила свой пятый альбом под названием Nečuveno (переводится как «Возмутительный» или «Неслыханный»). Он был распространен в виде компакт-диска, но на нём ничего не было записано. Тем не менее, было продано 350 копий альбома. Их последующая работа Jedina («Одна») изначально была выпущена всего в одном экземпляре, который группа отказалась продавать или распространять. В конце концов звукозаписывающая компания выпустила альбом в несколько отличающихся версиях. В знак протеста группа инсценировала (поддельное) самоубийство с помощью расстрельной команды на площади Бана Елачича в Загребе.
В конце 2000 года группа представила четырёхметровую статую под названием Babin kurac («Бабушкин пенис»), изображающий женщину с усами в виде подковы и фаллосом длиной в один метр. Она была выставлена в различных городах по всей Хорватии.
В 2005 году Let 3 выпустили сингл «Rado ide Srbin u vojnike (Pička)» («Серб с радостью записывается в армию (Пизда)»), обыгрывающий сербскую патриотическую песню «Rado ide Srbin u vojnike». В клипе на песню мастурбируют статисты, одетые в сербские и албанские национальные костюмы. Сингл вошел в студийный альбом Bombardiranje Srbije i Čačka, который пародирует балканский мачизм и милитаризм. Группа заявила: «Мы хотели создать альбом о том, чего люди здесь боятся больше всего, а именно о крестьянстве… и порнографии».
В декабре 2006 года полиция применила к группе санкции после того, как она выступила обнаженной на концерте под открытым небом в Вараждине. Доводы группы о том, что они не были обнажены, потому что у них были пробки в анусах, не убедили судью; суд признал их виновными и оштрафовал каждого участника на 350 кун (47,78 €). 14 декабря 2008 года ток-шоу Nedjeljom u dva в прямом эфире закончилось досрочно после того, как двое участников группы имитировали выброс пробки из своих прямых кишок.
9 декабря 2022 года Let 3 была объявлена одной из восемнадцати участниц Dora 2023, хорватского национального отбора на конкурс песни Евровидение 2023, с песней «Mama ŠČ!». Для их выступления к ним присоединился художник Жанил Татай Жак в роли персонажа «Ньинле» (что означает «Ленин» на шатровачком говоре). Они выиграли конкурс 11 февраля 2023 года, набрав в общей сложности 279 очков, тем самым получив право представлять Хорватию на конкурсе песни Евровидение 2023 в Ливерпуле, Великобритания.

## Участники группы

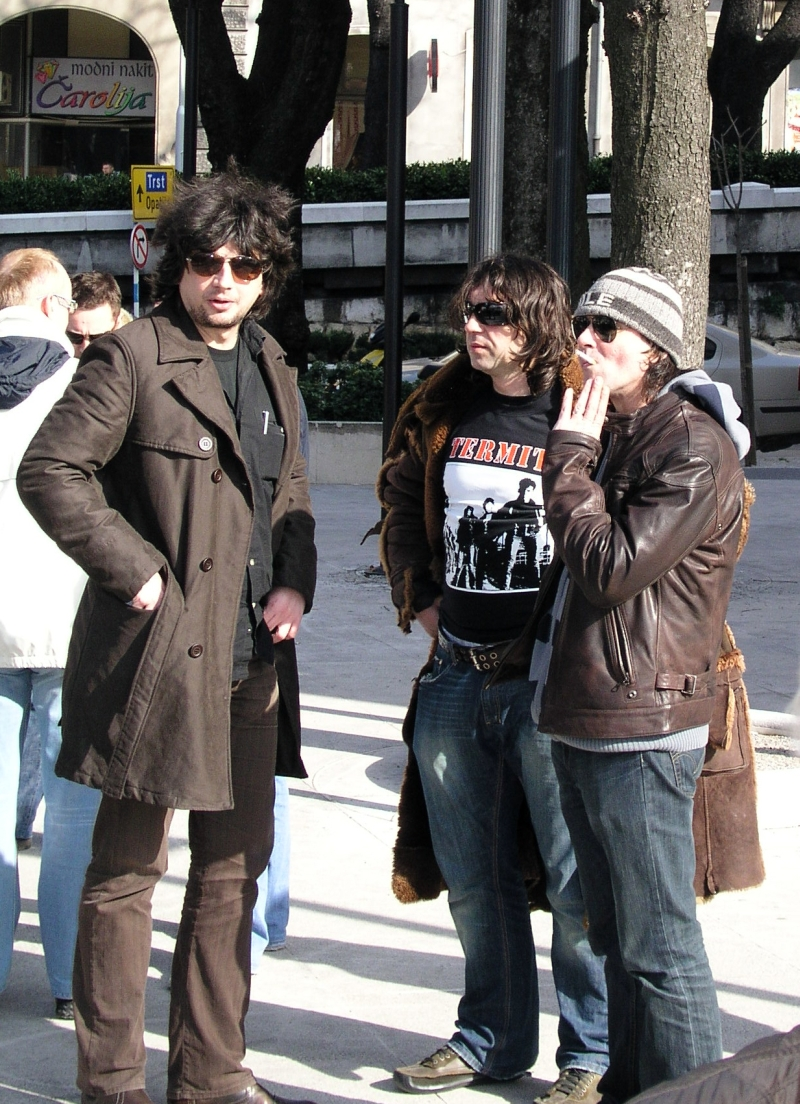
Мартинович (в центре) и Проданович (справа) в Риеке, 2008 год

### Нынешние участники
- Дамир Мартинович (Mrle) — бас-гитара, эффекты, вокал;
- Зоран Проданович (Prlja) — вокал;
- Иван Бойчич (Bin) — барабаны;
- Дражен Бальяк (Baljak) — гитара, мандолина;
- Матей Зец (Knki) — гитара, минусовки.

### Бывшие участники
- Бранко Ковачич (Husta) — барабаны, перкуссия;
- Корнелие Дурас (Korni) — клавишные, образы;
- Иван Шарар (Faf) — клавишные, программы, образы;
- Ивица Дражич (Miki) — гитара, вокал;
- Ненад Тубин — барабаны, вокал;
- Игор Перович (Gigi) — гитара;
- Зоран Класич (Klas) — гитара, вокал;
- Ориен Модрушан — гитара;
- Ален Тибияш — барабаны;
- Марко Брадашиа — барабаны;
- Деян Бензя — барабаны;
- Синиша Банович — барабаны;
- Любомир Силич — бас-гитара;
- Рауль Варлен — клавишные.

## Дискография

### Студийные альбомы
- 1989 — Two Dogs Fuckin
- 1991 — El Desperado
- 1994 — Peace
- 1996 — Živi kurac (Живой член)
- 1997 — Nečuveno (Неслыханный)
- 2000 — Jedina (Одна)
- 2005 — Bombardiranje Srbije i Čačka (Бомбардировка Сербии и Чачака)
- 2008 — Živa ... (Живая ....)
- 2013 — Kurcem do vjere / Thank You, Lord (От пениса к вере)
- 2016 — Angela Merkel sere (Ангела Меркель срёт)

## Награды и достижения
| Год  | Ассоциация    | Категория                                                                             | Номинация / работа                          | Результат | Примечания |
| ---- | ------------- | ------------------------------------------------------------------------------------- | ------------------------------------------- | --------- | ---------- |
| 1997 | Porin Award   | Best Original Vocal or Instrumental Composition for Theatre, Movies and/or Television | «Pipi»                                      | Победа    | [ 18 ]     |
| 2001 | Porin Award   | Best Alternative Album                                                                | Jedina                                      | Победа    | [ 19 ]     |
| 2001 | Crni Mačak    | Best Performer                                                                        | Let 3                                       | Победа    | [ 20 ]     |
| 2001 | Crni Mačak    | Song of the Year                                                                      | «Profesor Jakov»                            | Победа    | [ 20 ]     |
| 2006 | Zlatna Koogla | Album of The Year                                                                     | Bombardiranje Srbije i Čačka                | Победа    | [ 21 ]     |
| 2006 | Zlatna Koogla | Band of The Year                                                                      | Let 3                                       | Победа    | [ 21 ]     |
| 2006 | Zlatna Koogla | Performer of The Year                                                                 | Let 3                                       | Победа    | [ 21 ]     |
| 2006 | Zlatna Koogla | Best Music Video                                                                      | «Rado ide Srbin u vojnike (Pička)»          | Победа    | [ 21 ]     |
| 2006 | Zlatna Koogla | Producer of The Year                                                                  | Iztok Turk for Bombardiranje Srbije i Čačka | Победа    | [ 21 ]     |
| 2006 | Zlatna Koogla | Best Album Design                                                                     | Bombardiranje Srbije i Čačka                | Победа    | [ 21 ]     |
| 2006 | Porin Award   | Rock Album of The Year                                                                | Bombardiranje Srbije i Čačka                | Победа    | [ 22 ]     |
| 2006 | Porin Award   | Best Music Video                                                                      | «Ero s onoga svijeta»                       | Победа    | [ 22 ]     |
| 2023 | Dora 2023     | Право представлять Хорватию на конкурсе песни Евровидение 2023                        | «Mama ŠČ!»                                  | Победа    | [ 23 ]     |